# Charistvala
Charistvala (georgiska: ხარისთვალა) är en daba (stadsliknande ort) i Georgien. Den ligger vid Sjaorireservoaren i distriktet Ambrolauri i regionen Ratja-Letjchumi och Nedre Svanetien.
Charistvala ligger i ett bergsområde på landsbygden. Sedan mitten av 1990-talet har sådana områden i Georgien haft särskilt stor befolkningsminskning, inte minst i brist på infrastruktur och ekonomiska utkomstmöjligheter. I den här regionen gjorde konflikterna med Ryssland dessutom att turistindustrin förlorade sin största inkomstkälla, ryska turister.
Efter en längre tids avfolkning, har Charistvala ingen kvarvarande bofast befolkning. Att orten fortfarande är registrerad som daba, möjliggörs av att det sedan flera år finns planer på att utveckla turistnäringen runt Sjaorireservoaren, och att samhället därmed är tänkt att växa igen.